# Brezhoweb
Brezhoweb est une web TV conventionnée par l'Arcom diffusant des programmes en langue bretonne. La chaîne a été créée par Lionel Buannic, journaliste à France 3 puis rédacteur en chef de la chaîne de télévision TV Breizh,.

## Historique
Brezhoweb est née en décembre 2006 dans le Vannetais, avec une émission mensuelle itinérante de type talk-show intitulée Webnoz. Cette émission, la première de ce type en langue bretonne, durait 2 heures et était diffusée en direct sur le site de Brezhoweb et sur Armor TV.
Le créateur de Brezhoweb, Lionel Buannic, ancien présentateur du JT en breton de TV Breizh, a fait le choix stratégique de diffuser la chaîne Brezhoweb uniquement sur internet et de ne pas perdre d'énergie et d'argent à essayer d'obtenir une fréquence hertzienne,, fréquence qui avait été refusée plusieurs fois par le CSA à TV Breizh,.
En 2007, un an après la création de la chaîne, la grille s'étoffe avec l'arrivée du dessin-animés Corneil et Bernie doublés en breton. TV Breizh ayant commencé à se désengager du doublage en breton, Brezhoweb ne souhaitait pas perdre cette filière du doublage en breton.
En mars 2008, Brezhoweb démarre la production de la première sitcom en breton, Ken Tuch',. La sitcom a reçu le prix de la création et de l'innovation décerné par le département des Côtes-d'Armor, et certains épisodes sont diffusés sur Canal +.
En octobre 2010, la chaîne signe une convention avec le Conseil supérieur de l'audiovisuel et devient la première web TV en langue régionale conventionnée par le CSA (remplacé par l'Autorité de régulation de la communication audiovisuelle et numérique depuis le 1er janvier 2022). Le conventionnement sera renouvelé par la suite à chaque échéance, en 2016, et en 2021. D'autres régions comme l'Alsace et le Languedoc sont intéressées par le modèle de Brezhoweb, et la chaîne bretonne annonce vouloir créer un réseau de chaînes régionales pour peser sur le CNC.
En 2013, le créateur de la chaîne, Lionel Buannic, décline le concept en Occitanie, en créant ÒC tele, la première web TV en occitan.
En 2018, Brezhoweb entame un tournant éditorial dans ses productions internes. La chaîne met fin à son jeu télévisé C'hoari ha Deskiñ, aux captations sportives et à son talk-show mensuel Bec'h De'i dont un seul numéro annuel sera conservé à l'occasion de Noël. À la place, la chaîne développe de nouveaux programmes afin de répondre aux nouvelles habitudes des téléspectateurs sur le web,.
En janvier 2022, Brezhoweb inaugure son nouveau studio de tournage avec le tournage de la deuxième saison de la sictom en breton Flapakarr. Le studio est présenté comme le plus grand plateau de tournage de fiction en Bretagne avec une superficie de 150 m2, il est opérationnel depuis septembre 2021.
En mai 2022, le concept est décliné en langue gallèse en créant Galoweb, une plateforme de création et de diffusion de contenus audiovisuels en gallo,.

## Programmes
Brezhoweb est une chaîne généraliste en langue bretonne qui diffuse des programmes de toutes sortes, films, séries télévisées, programmes courts,, dessins-animés, reportages, documentaires, magazines, retransmissions sportives, jeux télévisés, ou encore talk-show. Les programmes se répartissent en deux catégories, les créations originales produites ou achetées par la chaîne, et les programmes doublés en langue bretonne (principalement des films et dessins animés).
Parmi les programmes représentatifs de la chaîne :
- Les dessins animés : chaque année, Brezhoweb diffuse deux séries de dessins animés doublés en langue bretonne[30] (Garfield[31],[32], Asterix[29], Martin Matin[33], Albator[29], Lucky Luke[34],[30], Il était une fois… l'Homme[18], Le Manège enchanté[29], Valerian et Laureline[35],[36], Yakari[37], Ayakashi[28], Les P'tites Poules[38]). Ils occupent une part importante de la grille de Brezhoweb qui a fait le choix de se concentrer sur les jeunes locuteurs[8].
- La sitcom Ken Tuch', mettant en scène des étudiants vivant en colocation, fut un des premiers programmes entièrement créés en breton. La sitcom a été déclinée en 4 saisons diffusées sur Brezhoweb en breton, et a été diffusée sous-titrée en français sur d'autres chaînes de télévision[39], ainsi que sur Canal + en 2009 pour certains épisodes dans la 7ème saison de l'émission Les films faits à la maison[28],[10].
- L'émission de débats Bec'h De'i (anciennement Webnoz), en est à sa onzième année d'existence en 2017. Émission de type talk-show, Bec'h De'i est diffusée en direct depuis des lieux différents en Bretagne, et réunit des chroniqueurs et invités pour débattre de sujets politiques et de société.
- Le jeu télévisé Foeterien, plusieurs équipes de deux jeunes brittophones s'affrontent lors d'une course disputée en Bretagne ou dans d'autres pays selon les saisons[40]. Ils disposent d'un budget restreint, cinquante euro par équipe pour toute une semaine. La sixième saison diffusée en 2018 se déroule en Bulgarie [41].

## Partenariats et financements
Brezhoweb reçoit le soutien financier de la Région Bretagne ainsi que des Conseils départementaux du Morbihan, du Finistère et des Côtes-d'Armor.
Le budget annuel de la chaîne est de l'ordre de 250 000 euros, il se décompose en deux parties : une partie de fonctionnement global qui est stable d'année en année, avoisinant les 135 000 euros ; et une partie de production qui dépend des émissions produites dans l'année par la chaîne,. Les apports en industrie des productions de la chaîne sont réalisés par la société LB Krouiñ qui édite Brezhoweb.
En 2016, un contrat d'objectifs et de moyens a été signé entre la région Bretagne et les principaux diffuseurs télévisuels de Bretagne, France 3, Brezhoweb, Tébéo, TébéSud et TVR, afin de dynamiser la filière audiovisuelle bretonne et en langue bretonne. De nouveaux programmes sont ainsi produits et diffusés en partenariat entre ces chaînes de télévision.
En 2019, la région Bretagne lance en partenariat avec Brezhoweb et France 3 Bretagne, une aide à l'écriture de scénarios de séries courtes en langue bretonne. Trois scénarios sont récompensés tous les ans, avec l'objectif de diversifier l'écriture de scénarios de fiction en langue bretonne.

## Récompenses et distinctions
Brezhoweb a produit plusieurs programmes qui ont été sélectionnés ou nommés au Festival des médias celtiques, un festival organisé tous les ans dans un pays celtiques pour les productions audiovisuelles en langues celtiques.
- 2008 : Brezhoweb : Site web sélectionné au Festival des médias celtiques dans la catégorie « Médias numériques ».
- 2009 : Ken Tuch' : Sitcom sélectionnée au Festival des médias celtiques dans la catégorie « Jeunesse ».
- 2010 : Saga Brittia : Série historique sélectionnée au Festival des médias celtiques dans la catégorie « Jeunesse ».
- 2011 : Brezhoneg Bemdez : Série sélectionnée au Festival des médias celtiques dans la catégorie « Jeunesse ».
- 2014 : War an ton bras : Magazine nommée au Festival des médias celtiques dans la catégorie « Divertissement »[47].
- 2015 : Fins a la victòria : Reportage de 52 minutes sur la situation politique en Catalogne, sous-titré en français, breton et catalan, nommé au Festival des médias celtiques dans la catégorie « Documentaires »[48]. Ce reportage a réalisé de bonnes audiences en Bretagne et en Catalogne, 10 000 personnes ont vu le reportage deux jours après sa mise en ligne et 100 000 au bout d'une semaine dont la moitié en Catalogne[49],[50].

Brezhoweb a également été récompensée ou nommée à plusieurs reprises par les Prix de l'avenir de la langue bretonne.
- 2007 : Brezhoweb.com : Meilleur site en langue bretonne récompensé par les Prix de l'avenir de la langue bretonne dans la catégorie « site internet »[51].
- 2010 : Ken Tuch' : Sitcom récompensée comme meilleure création audiovisuelle aux Prix de l'avenir de la langue bretonne[52].
- 2014 : War an ton bras : Magazine nommé aux Prix de l'avenir de la langue bretonne dans la catégorie « Œuvre audiovisuel »[53]
- 2021 : 13 munud e Bzh : Magazine de société nommé aux Prix de l'avenir de la langue bretonne dans la catégorie « Œuvre audiovisuel »[54].

## Audiences
Brezhoweb s'adresse à un public potentiel de 200 000 locuteurs en breton, mais la chaîne a fait le choix de cibler principalement les 50 000 locuteurs de moins de 50 ans,.
En 2013, la chaîne reçoit 30 000 visiteurs par an sur son site.
Pour 2020, la chaine annonce un total de 775 000 vidéos visionnées sur l'année, soit une audience moyenne de 15 000 vidéos visionnées par semaine. La moyenne d'âge des téléspectateurs est comprise entre 35 et 40 ans d'après les responsables de la chaîne,.